# Bataille des conditions générales
La bataille des conditions générales, également connue sous le nom de « battle of the forms »est le conflit qui résulte de l’emploi multilatéral de conditions générales contractuelles en contradiction entre elles.
Diverses solutions sont dégagées aux niveaux législatif, jurisprudentiel et doctrinal, notamment les règles du dernier tir (ou last shot rule), du premier tir (ou first shot rule), de l’élimination des clauses contradictoires (ou knock out doctrine), et du tir raisonnable (reasonable shot rule), afin de connaître le vainqueur de la bataille qui verra ses conditions générales intégrées au contenu du contrat.

## La règle du dernier tir
Le contrat se forme à la suite d'un échange de consentements. La victoire nette et intégrale de l’une des parties est inéluctable. Elle appartient à la partie qui mentionne en dernier l’application de ses propres conditions générales, lesquelles sont acceptées par l’autre.
On la retrouve tant dans des ordres juridiques de civil law (notamment en Italie) que de common law (en Angleterre) mais également dans la Convention des Nations Unies sur les contrats de vente internationale de marchandises.

## La règle du premier tir
Cette solution s’oppose à la règle du dernier tir dans la mesure où elle consiste à préférer les conditions générales du premier offrant. Seules celles-ci contribuent à former le contenu du contrat en excluant définitivement les conditions de l’acceptant, même s'il est l'auteur de la nouvelle offre. La règle du premier tir s’applique aux Pays-Bas (seul ordre juridique national qui, en Europe, a réglé la battle of the forms).

## L’élimination des clauses contradictoires
Pour éviter les résultats que l’application rigide du principe de coïncidence entre l’offre et l’acceptation peut entraîner, des aménagements ont été opérés par certains ordres juridiques, en éliminant les clauses contradictoires. Si une divergence entre les clauses générales respectives se présente, les conditions générales contradictoires s’expulsent réciproquement et seules celles qui convergent demeurent et composent le règlement entre les parties. 
Cette théorie serait née de la perspective allemande. On la retrouve également aux États-Unis, dans les Principes d'UNIDROIT relatifs aux contrats du commerce international et dans les Principes du droit européen du contrat. La France adhérerait elle aussi à ce principe mais cette position semble néanmoins contestable.

## La règle du tir raisonnable
Cette règle viserait à prévenir la bataille des conditions générales contradictoires en incitant les parties sinon à lire les conditions générales du cocontractant, au moins à rédiger des clauses « raisonnables ». 